# Enfants d'Ilúvatar
Les enfants d'Ilúvatar est, dans le légendaire de Tolkien, le nom donné aux deux races créées par Ilúvatar sans le concours des Ainur. Ces deux races sont les Elfes et les Hommes. Leur apparition est racontée dans la Quenta Silmarillion.